# Raufoss Ammunisjonsfabrikker
Raufoss Ammunisjonsfabrikker fu una azienda norvegese con sede a Raufoss, fondata nel 1896 come Rødfos Patronfabrik og Krudtverk, e nel 1909 diventa Raufoss Patronfabrik. Originariamente la fabbrica produceva munizioni, e più tardi altri prodotti, come parti in alluminio per automotive. Fino al 1948 la società fu subordinata al Ministero della difesa norvegese divenendo Raufoss Ammunisjonsfabrikker, della Kongsberg Våpenfabrikk a Horten Hovedverft. Iniziò a produrre particolari per la casa automobilistica Volvo, motorini Raufossmopeden. Nel 1968 Raufoss Ammunisjonsfabrikker diventa statale. Nel 1990 rinominata come società azionaria Raufoss AS.
Nel 1995 nasce la Raufoss Automotive e acquisita dalla Norsk Hydro con il 40% delle azioni e lo Stato il rimanente 60,1%. Nel 1997-98 viene acquisita dalla Nammo AS al 45%, assieme a Patria Land & Armament Oy e Celsius AB.